# Pelourinho de Palmela
Situado no Largo do Duque de Palmela, o Pelourinho de Palmela ou Pelourinho da Vila de Palmela ostenta  as armas reais (escudo e coroa) de D. João IV. Está datado de 1645 e classificado como Monumento Nacional desde 1910.
Em pedra calcária (lioz), é constituído por uma plataforma de dois degraus de base octogonal. O fuste é cilíndrico e liso e o capitel encontra-se decorado com folhas de acanto, embora não possa ser considerado capitel coríntio. Da parte superior do capitel saem quatro ganchos de ferro, que terminam em formas zoomórficas. O remate é constituído por um elemento quadrangular, contendo a inscrição 1645, sobre o qual se encontram as armas reais  encimadas por uma cruz em ferro. O escudo é ladeado pela representação de uma palma (possível alusão ao topónimo Palmela).
O Pelourinho foi apeado no século XIX, possivelmente após a extinção do Concelho, ocorrida em 1855, tendo sido reerguido pela população em 1908, como símbolo da luta desenvolvida pela restauração do Concelho, que viria a acontecer em 1926.